# Ensemble fortifié du Villard
L'ensemble fortifié du Villard est un ensemble fortifié situé à Chanac, en France.

## Description
L'édifice date du XIIe siècle. Il possède un mur d'enceinte avec une porte fortifiée qui délimite une esplanade où se trouvent les restes d'un donjon plus ancien. L'ensemble fortifié du Villard fut également doté d'une petite église sous le vocable de Saint Privat depuis 1300. Le cul-de-four s'orne d'un décor historié du XVIIe siècle ou XVIIIe siècle.

## Localisation
L'ensemble fortifié est situé sur la commune de Chanac, dans le département français de la Lozère.

## Historique
L'ensemble fortifié du Villard, y compris le sol, les remparts, l'église avec ses peintures murales et toutes les constructions ont été inscrits au titre des monuments historiques en 1988.